# Accademia di belle arti di Varsavia
L'Accademia di belle arti di Varsavia (in polacco Akademia Sztuk Pięknych w Warszawie) è una università pubblica di arti visive e applicate sita nella capitale della Polonia.

## Storia
L'accademia trae le proprie origini dal Dipartimento di arte fondato dall'Università di Varsavia nel 1812. Divenne istituzione indipendente nel 1844 durante il periodo della spartizione della Polonia. In seguito ad una sua riorganizzazione nel 1904 venne nominata Scuola delle belle arti di Varsavia per poi ottenere il definitivo riconoscimento dello status di accademia nel 1932. Inizialmente, l'istituto non aveva una sua sede e le lezioni venivano tenute in luoghi sparsi della città. Dopo un concorso di architettura, il progetto di Alfons Gravier venne scelto e la costruzione dell'edificio ebbe inizio nel 1911. La sede definitiva venne, poi, inaugurata durante la pausa tra le due guerre mondiali.